# سارسایکلین
سارسایکلین(به انگلیسی: Sarecycline) (با نام تجاری Seysara و کد توسعه WC-3035 ) یک آنتی‌بیوتیک از دسته تتراسایکلین‌ها است. این دارو در ایالات متحده آمریکا، در اکتبر سال ۲۰۱۸ توسط FDA برای درمان آکنه متوسط تا شدید، تایید شد.